# Troianul
Troianul (in passato Belitori) è un comune della Romania di 3 326 abitanti, ubicato nel distretto di Teleorman, nella regione storica della Muntenia. 
Il comune è formato dall'unione di 3 villaggi: Dulceni, Troianul, Vatra.